# Середина, Антонина Александровна
Антонина Александровна Середина (23 декабря 1929, д. Ловцово, Рамешковский район, Тверской округ, Московская область (в современное время Тверская область), РСФСР, СССР — 2 сентября 2016, Москва, Россия) — советская спортсменка (гребля на байдарках), двукратная олимпийская чемпионка 1960 года, двукратная чемпионка мира. Заслуженный мастер спорта СССР (1960), заслуженный тренер СССР (1972).
Заслуженный работник физической культуры РСФСР.

## Биография
Родилась в многодетной семье, где росли 11 детей. Спортивную карьеру начала в Калининском техникуме строительных материалов. Занималась многими видами спорта: легкой атлетикой, велоспортом, играла в баскетбол и волейбол. Окончила курсы бухгалтеров. После строительного техникума уже после войны работала на кирпичном заводе. Там увлеклась гребным спортом. С середины 1950-х годов тренировалась в Москве под руководством Марии Николаевны Фадеевой.
Член КПСС с 1953 года.
В 1960 году признана лучшей спортсменкой года СССР.
В 1966 году окончила ГЦОЛИФК, преподаватель. Кандидат педагогических наук (1973).
Старший тренер женской сборной СССР на олимпийских играх 1972, 1976, 1980 и 1988. Подготовила олимпийских чемпионок Юлию Рябчинскую, Екатерину Курышко, Нину Гопову, Галину Крефт.
В 1976 году была признана лучшим тренером СССР.
Автор книги «В любую погоду» (1977).
Похоронена на Кунцевском кладбище Москвы.

## Спортивная карьера
- Двукратная Олимпийская чемпионка 1960 года в гребле на байдарке-одиночке и байдарке-двойке с Марией Шубиной на дистанции 500 м
- Бронзовый призёр олимпийских игр 1968 года на байдарке-двойке с Людмилой Пинаевой
- Участница олимпийских игр 1964 года — 4-е место на байдарке-двойке
- Двукратная чемпионка мира: 1963 (байдарка-четверка), 1966 (байдарка-четверка)
- Серебряный призёр чемпионатов мира: 1958 (байдарка-двойка), 1963 (байдарка-одиночка), 1966 (байдарка-двойка)
- 8-кратная чемпионка Европы 1959 и 1965 (байдарка-одиночка), 1961 (байдарка-двойка)
- 15-кратная чемпионка СССР 1958 — 1968 годов в составе разных экипажей

## Награды и звания
- Орден «За заслуги перед Отечеством» IV степени (6 декабря 1999) — за выдающийся вклад в развитие физической культуры и спорта[2]
- Орден Дружбы (26 июня 1995) — за заслуги в развитии физической культуры и спорта и большой личный вклад в возрождение и становление спортивного общества «Спартак»[3]
- Орден Ленина (16.09.1960) — за успешные выступления в XVII летних и VIII зимних Олимпийских играх 1960 года, а также за выдающиеся спортивные достижения[4]
- Орден «Знак Почёта»
- Почётный Знак «За заслуги в развитии физической культуры и спорта» (1999)
- Почётная грамота Президента Российской Федерации (5 мая 2010) — за заслуги в развитии отечественного гребного спорта[5]
- В 2010 году Международная федерация каноэ (ИКФ) наградила Середину медалью ИКФ за высокие достижения в спорте, огромный вклад в развитие и пропаганду гребли на байдарках и каноэ в СССР, России и во всем мире.
- Почетный житель города Твери (2010)[6].